# Green River (Wyoming)
Pour les articles homonymes, voir Green River.
La ville de Green River est le siège du comté de Sweetwater, dans l’État du Wyoming, aux États-Unis. Lors du recensement de 2010, sa population s’élevait à 12 515 habitants.

## Anecdote
Green River a été la première ville du pays à interdire la vente en porte-à-porte (Green River Ordinance).